# San Miguel del Arroyo
San Miguel del Arroyo község Spanyolországban, Valladolid tartományban. San Miguel del Arroyo Cogeces de Íscar, Portillo, Valladolid, Camporredondo, Montemayor de Pililla, Torrescárcela, Viloria, San Cristóbal de Cuéllar, Vallelado és Mata de Cuéllar községekkel határos. Lakosainak száma 646 fő (2024).

## Népesség
A település népessége az utóbbi években az alábbiak szerint változott:
| Lakosok száma | 806  | 785  | 786  | 767  | 745  | 713  | 677  | 668  | 646  | 646  |
|               | 2001 | 2004 | 2007 | 2009 | 2012 | 2014 | 2017 | 2019 | 2022 | 2024 |